# Xanthophenax defector
Xanthophenax defector är en stekelart som beskrevs av André Seyrig 1932. Xanthophenax defector ingår i släktet Xanthophenax och familjen brokparasitsteklar. Inga underarter finns listade i Catalogue of Life.